# 平重道
平 重道（たいら しげみち、1911年10月18日 - 1993年7月2日）は、日本の歴史学者、東北大学名誉教授。

## 略歴
仙台市生まれ。1934年に東北帝国大学法文学部国史学科に入学し、村岡典嗣の指導を得て、1937年卒業。卒業論文は「承久の乱の史論と解釈」。1968年「吉川神道の基礎的研究」で東北大学より文学博士の学位を取得。東北大学教養部助教授、教授、宮城教育大学教授。仙台の歴史などを研究した。1986年11月、勲三等旭日中綬章受章。

## 著書
- 『吉川神道の基礎的研究』吉川弘文館　1966
- 『仙台藩の歴史 第1　伊達政宗・戊辰戦争』宝文堂 1969
- 『近世日本思想史研究』吉川弘文館 1969
- 『仙台藩の歴史 第2 伊達騒動』宝文堂、1970
- 『林子平 その人と思想 仙台藩の歴史 第4』宝文堂 1977
- 『みちのくの歴史』日本放送出版協会 (NHKブックスジュニア) 1979

### 共編著
- 『日本文化史入門』石田一良・今中寛司共編 東北出版 1960
- 『伊達治家記録』全24巻 宝文堂出版販売 1972-82 (仙台藩史料大成)
- 『日本思想大系 39 近世神道論　前期国学』阿部秋生と校注 岩波書店 1972
- 『神道大系 論説編 10 吉川神道』神道大系編纂会 1983

### 記念論集
- 『東北の考古・歴史論集』平重道先生還暦記念会 1974